# Mesochorus sublimis
Mesochorus sublimis là một loài tò vò trong họ Ichneumonidae.